# Haut-Madawaska
Haut-Madawaska é uma comunidade rural canadense no Condado de Madawaska, em Novo Brunswick.